# Вільям Гамільтон, 2-й герцог Гамільтон
Вільям Гамільтон (англ. — William Hamilton) (14 грудня 1616 — 12 вересня 1651) — шотландський аристократ, вождь клану Гамільтон, ІІ герцог Гамільтон, IV маркіз Гамільтон, ІІ маркіз Клайдсдейл, VII граф Арран, ІІІ граф Кембрідж (з 1649), І граф Ланарк (з 1639). Державний діяч Шотландії часів громадянської війни та ковенантського руху XVII століття, безпосередній учасник бурхливих подій того часу.

## Життєпис

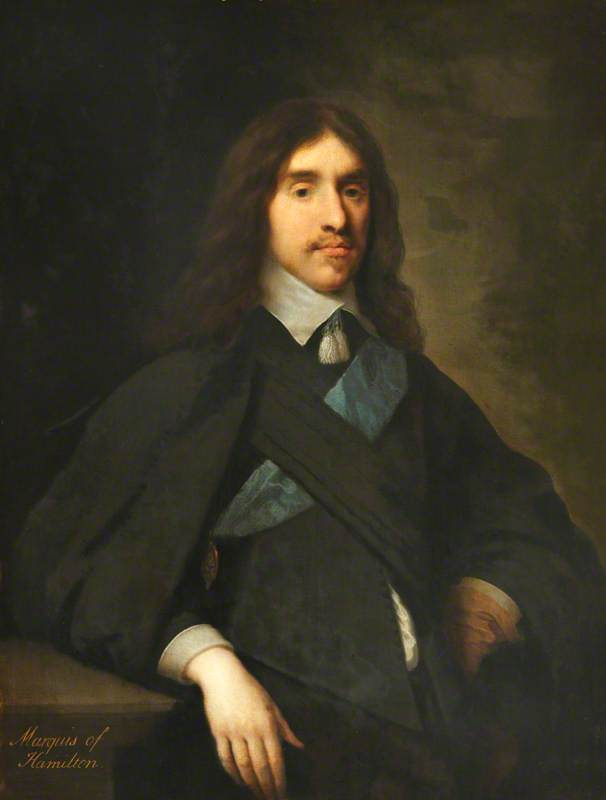
Портрет Вільяма Гамільтона.

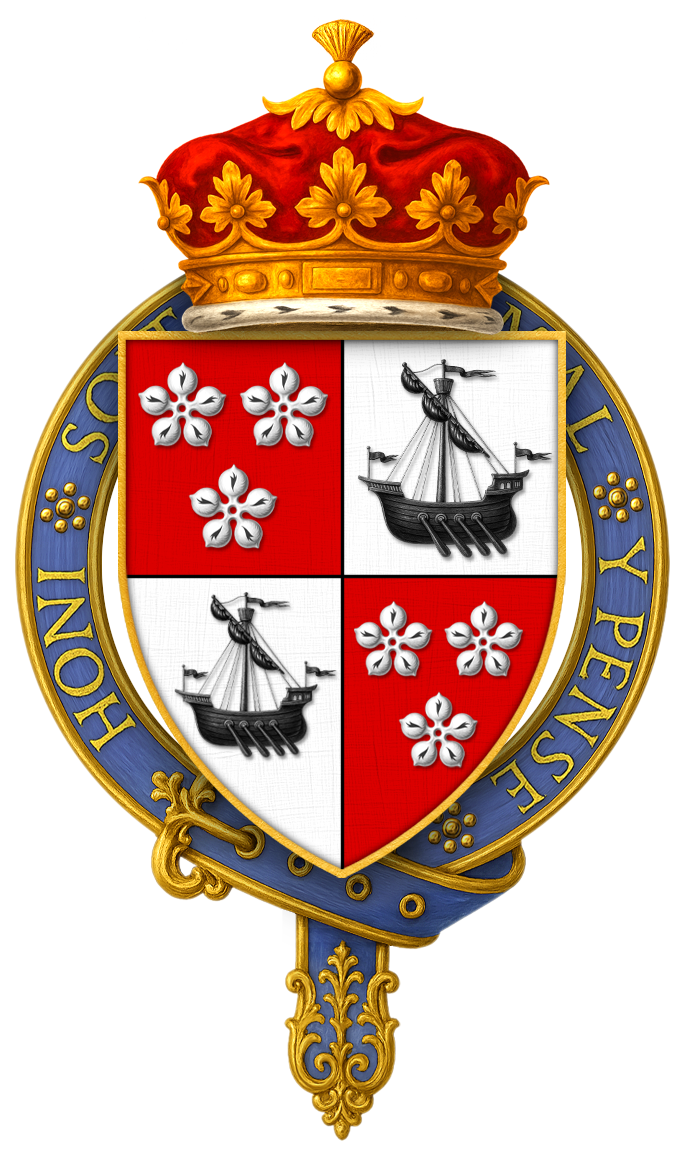
Герб герцога Гамільтон.

Вільям Гамільтон був другим сином Джеймса Гамільтона — ІІ маркіза Гамільтона та леді Анни Каннінгем. Отримав освіту в університеті Глазго, пізніше — у Франції. Починаючи з 1630 року — один з придворних короля Англії та Шотландії Карла І.
У 1639 році Вільям Гамільтон отримав від короля в дар титул графа Ланарк. У 1640 році призначений державним секретарем Шотландії. Після початку в 1637 році повстання в Шотландії і утворення Національного ковенанту Шотландії Вільям Гамільтон примкнув до поміркованих роялістів — партії свого старшого брата — Джеймса Гамільтона і виступав за компроміс між ковенанторами та королем. Разом зі своїм братом Вільям Гамільтон у 1643 році був заарештований у 1643 році Карлом І в Оксфорді — був звинувачений у зраді і переходу на бік парламенту Шотландію, але незабаром він втік, повернувся до Шотландії та примкнув до ковенанторів. Більше того, в 1645 році Вільям Гамільтон сформував з людей клану Гамільтон та інших союзних йому кланів армію для боротьби з роялістами. Яких очолив маркіз Монтроз. Вільям Гамільтон особисто брав участь у битві під Кілсайт.
У 1646 році Вільям Гамільтон як граф Ланарк брав участь у перемовинах уряду Шотландії з полоненим королем Карлом І у Ньюкаслі і спробував переконати короля піти на компроміс з ковенанторами і погодитись на введення пресвітеріанства в Англії, що навернуло б на його бік багато шотландських кланів. Але король не хотів йти ні на які компроміси. Короля видали військам парламенту Англії. Граф Ланарк став лідером поміркованого крила ковенанторів, що виступало за компроміс з королем та роялістами з метою боротьби з англійськими «індепендентами». 26 грудня в селищі Карісбрук на острові Вайт Вільям Гамільтон підписав військово-політичну угоду уряду Шотландії з королем — так званий «Інгейджмент». Це викликало Другу громадянську війну на Британських островах. Інгейджери пішли походом в Англію рятувати монархія і короля, але були розбиті в битві під Простоном Олівером Кромвелем — новим диктатором Англії та лідером «індепендентів». У Шотландії владу захопили радикальні пресвітеріани. Граф Ланарк змушений був тікати з Шотландії і в 1648 році приєднався до двору вигнанця принца Уельського, що знайшов притулок в Нідерландах.
9 березня 1649 року в Вестмінстері був страчений старший брат Вільяма Гамільтона — Джеймс Гамільтон, що перебував у полоні в англійських республіканців після битви під Престоном. Вільям Гамільтон успадкував від брата титул герцога Гамільтон. При дворі короля у вигнанні Карла ІІ в Нідерландах Вільям Гамільтон став головною політичною фігурою і підтримав переговори короля з урядом Шотландії про умови реставрації монархії. Після підписання 1 травня 1650 року Бредської угоди про умови повернення престолу Шотландії Карлу ІІ, герцог Гамільтон разом з королем прибув до Шотландії. Але Вільям Гамільтон не захотів йти на компроміс з маркізом Аргайл, що очолював уряд Шотландії і був лідером радикальних ковенанторів і відійшов від політичної діяльності.
Весною 1651 року Карл ІІ набрав нову армію для захисту Шотландії від Олівера Кромвеля, що почав війну з метою захопити Шотландію. Вільям Гамільтон пішов добровільно в армію короля і взяв участь у його поході в Англію. Він проявив героїзм і звитягу в битві під Вустором 3 вересня 1651 року, але був важко поранений і 12 вересня 1651 року помер від ран.
Вільям Гамільтон не лишив нащадків чоловічої статі і титул герцогині Гамільтон, землі, маєтки він заповів не своїм дочкам, а племінниці Анні. Всі інші його титули з його смертю припинили своє існування.

## Родина
Вільям Гамільтон не лишив синів, і після його смерті герцогство Гамільтон успадкувала його племінниця — згідно з його заповітом.
Вільям Гамільтон одружився з леді Елізабет Максвелл — дочкою Джеймса Максвелла — І графа Дірлетаун. Весілля відбулось 26 травня 1638 року. У них були діти:
- Джеймс Гамільтон — лорд Полмонт (помер в дитинстві, похований у Вестмінстерському абатстві)
- Леді Анна Гамільтон — дружина Роберта Карнегі — ІІІ граф Саутеск
- Леді Елізабет Гамільтон — в першому шлюбі з І лордом Кілмаурс Kilmaurs, вдруге одружилася з сером Девідом Каннінгемом Робертлендом
- Леді Мері Гамільтон — дружина Олександра І Лівінгстона — ІІ графа Каллендера, вдруге одружилась з сером Джеймсом Лівінгстоном Весткватером — Джеймсом ІІІ Огілві, ІІІ графом Фіндоатер
- Леді Маргарет Гамільтон — одружена з Вільямом Блером
- Леді Діана Гамільтон — померла в дитинстві

## Вільям Гамільтон літературі
Вільям Гамільтон зображений в трилогії Найджела Трантера «Монтроз».